# Épernay
Épernay es una comuna francesa en el Departamento francés de Marne y  la región Champaña-Ardenas.
Ciudad ubicada en tierra del vino, la mayor parte de su historia y su economía está vinculada al champán, que es también la principal atracción turística.

## Geografía
Épernay está situado en el departamento del Marne, 25 km al suroeste de Reims, 31 km al oeste de Châlons-en-Champagne, 48 km al este de Château-Thierry y 140 km al noreste de París (Porte de Bercy).

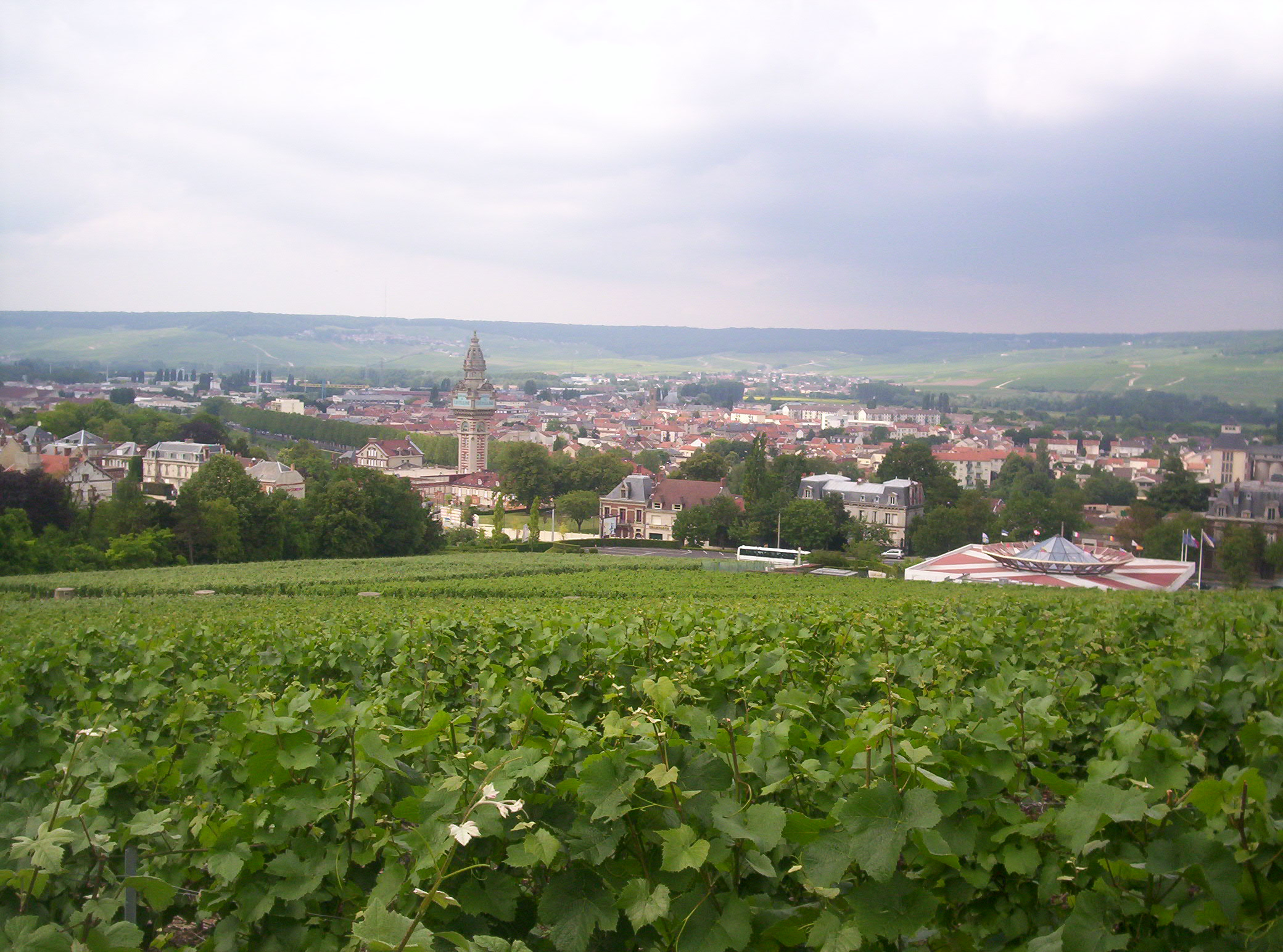

El Marne ha recortado un amplio valle. La ciudad se ha instalado en la orilla izquierda del río. Este terreno permite la plantación de viñas en las laderas que forman las estribaciones de la cuenca de París, que forman los viñedos de Champaña en el centro de los cuales se encuentra la ciudad, que se presenta como la capital del Champaña.
Épernay está rodeado por seis municipios:  Magenta y  Dizy en el norte de Mardeuil y  Cumières en el oeste, Ay hacia el este y el Pierry al sur.

## Historia
Villa de Claudio I de Guisa desde 1536, en septiembre de 1544 fue quemada por orden de Francisco I de Francia para evitar que cayera en manos de las tropas imperiales comandadas por Carlos I de España. Fue ocupada por la liga católica entre 1591 y el 9 de agosto de 1592. Entre 1634 y el 1 de septiembre de 1635 por las tropas rebeldes de Luis de Borbón-Soissons.

## Demografía
| 3 736                     | 4 480 | 4 544 | 4 977 | 5 978 | 5 457 | 6 095 | 7 386 | 9 346 | 10 598 | 11 704 | 12 927 | 15 506 | 16 388 | 17 907 | 18 361 | 19 377 | 20 478 | 21 637 | 21 811 | 21 806 | 20 589 | 20 381 | 20 406 | 19 703 | 21 222 | 21 882 | 26 583 | 29 677 | 27 668 | 26 682 | 25 844 | 24 591 | 23 176 |
| (Fuente: INSEE y Cassini) |       |       |       |       |       |       |       |       |        |        |        |        |        |        |        |        |        |        |        |        |        |        |        |        |        |        |        |        |        |        |        |        |        |

## Patrimonio arquitectónico
Saqueada, incendiada o parcialmente destruida más de veinticinco veces a lo largo de su Historia, la ciudad no conserva más que unos pocos vestigios de su pasado, pero alberga bellos palacetes privados del siglos XIX y cuenta con 149 lugares catalogados por la base Mérimée. Epernay ha establecido una ZPPAUP.